# Capi Karb
Capi Karb (2299 m) – przełączka między Małą Capią Turnią (2322 m) a Capim Rogiem (2306 m) w Grani Baszt w słowackiej części Tatr Wysokich. Z przełączki tej do Dolinki Szataniej spada olbrzymi komin, którym prowadzi droga wspinaczkowa nr 2. Jego odgałęzieniem jest rynna opadająca z Wyżniej Basztowej Przełęczy. Na zachodnią stronę, do Młynickiego Kotła w Dolinie Młynickiej z przełączki opada wąski żlebek, niżej przekształcający się w urwisty komin. 
W dotychczasowych przewodnikach wspinaczkowych Capi Karb i Capi Róg nie posiadały nazwy. Nadał je Władysław Cywiński w 2009 r. w 15. tomie przewodnika wspinaczkowego Tatry. Grań Baszt. Nazewnictwo Capich Turni pochodzi od Capiego Stawu leżącego w górnych partiach Doliny Młynickiej. 
Pierwsze przejście przełączką miało miejsce podczas pierwszego wejścia na Wielką Capią Turnię.

## Drogi wspinaczkowe
1. Południowo-wschodnią granią z Basztowej Przełęczy Wyżniej; 0+ w skali tatrzańskiej, czas przejścia na Wielką Capią Turnię 30 min

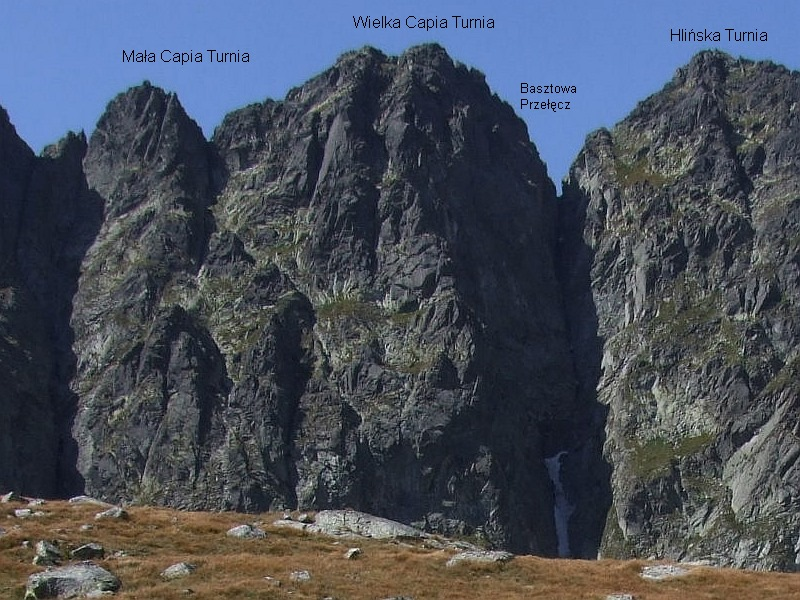
Capi Karb po lewej stronie Małej Capiej Turni. Widok z Doliny Mięguszowieckiej

2. Wschodnim kominem; V, 4 godz.[2].